# Episodi di Elementary (terza stagione)
La terza stagione della serie televisiva Elementary è stata trasmessa sul canale statunitense CBS dal 30 ottobre 2014 al 14 maggio 2015.
In Italia la stagione è stata trasmessa in prima visione assoluta su Rai 2 dal 10 gennaio al 31 ottobre 2015.
| nº | Titolo originale                       | Titolo italiano           | Prima TV USA     | Prima TV Italia   |
| -- | -------------------------------------- | ------------------------- | ---------------- | ----------------- |
| 1  | Enough Nemesis to Go Around            | Delitto perfetto          | 30 ottobre 2014  | 10 gennaio 2015   |
| 2  | The Five Orange Pipz                   | Cinque perline arancioni  | 6 novembre 2014  | 17 gennaio 2015   |
| 3  | Just a Regular Irregular               | Indovinelli mortali       | 13 novembre 2014 | 24 gennaio 2015   |
| 4  | Bella                                  | Bella                     | 20 novembre 2014 | 31 gennaio 2015   |
| 5  | Rip Off                                | Imbroglio                 | 27 novembre 2014 | 7 febbraio 2015   |
| 6  | Terra Pericolosa                       | Terra pericolosa          | 4 dicembre 2014  | 21 febbraio 2015  |
| 7  | The Adventure of the Nutmeg Concoction | Omicidi alla noce moscata | 11 dicembre 2014 | 28 febbraio 2015  |
| 8  | End of Watch                           | Fine turno                | 18 dicembre 2014 | 7 marzo 2015      |
| 9  | The Eternity Injection                 | Vita eterna               | 8 gennaio 2015   | 14 marzo 2015     |
| 10 | Seed Money                             | L'erba del vicino         | 15 gennaio 2015  | 21 marzo 2015     |
| 11 | The Illustrious Client                 | L'illustre cliente (1)    | 22 gennaio 2015  | 4 aprile 2015     |
| 12 | The One That Got Away                  | L'illustre cliente (2)    | 29 gennaio 2015  | 11 aprile 2015    |
| 13 | Hemlock                                | Cicuta                    | 5 febbraio 2015  | 25 aprile 2015    |
| 14 | The Female of the Species              | L'esemplare femmina       | 12 febbraio 2015 | 2 maggio 2015     |
| 15 | When Your Number's Up                  | Il prezzo della vita      | 19 febbraio 2015 | 9 maggio 2015     |
| 16 | For All You Know                       | Amnesia                   | 5 marzo 2015     | 16 maggio 2015    |
| 17 | T-Bone and the Iceman                  | Criogenesi                | 12 marzo 2015    | 12 settembre 2015 |
| 18 | The View From Olympus                  | Onniscienza               | 2 aprile 2015    | 19 settembre 2015 |
| 19 | One Watson, One Holmes                 | Amicizia                  | 9 aprile 2015    | 26 settembre 2015 |
| 20 | A Stitch in Time                       | Un'azione tempestiva      | 16 aprile 2015   | 3 ottobre 2015    |
| 21 | Under My Skin                          | Sottopelle                | 23 aprile 2015   | 10 ottobre 2015   |
| 22 | The Best Way Out Is Always Through     | Interessi privati         | 30 aprile 2015   | 17 ottobre 2015   |
| 23 | Absconded                              | Latitante                 | 7 maggio 2015    | 24 ottobre 2015   |
| 24 | A Controlled Descent                   | Verso l'abisso            | 14 maggio 2015   | 31 ottobre 2015   |

## Delitto perfetto
- Titolo originale: Enough Nemesis to Go Around
- Diretto da: John Polson
- Scritto da: Robert Doherty e Craig Sweeny

### Trama
Mentre Joan ormai collabora ufficialmente con la polizia di New York ed è alle prese con un caso difficile da chiudere, Holmes torna in città con una nuova apprendista al seguito, Kitty Winter, e dopo essere stato licenziato dall'MI6 chiede al Capitano Gregson di poter tornare a collaborare.
- Guest star: Ophelia Lovibond (Kitty Winter), Raza Jaffrey (Andrew Paek)
- Special guest star: Gina Gershon (Ilana March)
- Ascolti USA: 7 570 000 telespettatori – share (18-49 anni) 4%[2]
- Ascolti Italia: 1 889 000 telespettatori – share 7,40%[3]

## Cinque perline arancioni
- Titolo originale: The Five Orange Pipz
- Diretto da: Larry Teng
- Scritto da: Bob Goodman

### Trama
Un produttore di perline di plastica ed il suo avvocato vengono assassinati. Le indagini partono dalla vicenda legale nella quale i due erano coinvolti: un cambio nella composizione della materia prima aveva determinato la presenza di GHB all'interno della merce, rendendola tossica e provocando la morte di diversi bambini. Ottenuto il riconoscimento di consulente della polizia grazie a Sherlock, la sua nuova assistente Kitty osserva con molta invidia la forte intesa tra il suo mentore e Joan.
- Ascolti USA: 7 070 000 telespettatori[4]
- Ascolti Italia: 1 775 000 telespettatori – share 6,87%[5]

## Indovinelli mortali
- Titolo originale: Just a Regular Irregular
- Diretto da: Jerry Levine
- Scritto da: Robert Hewitt Wolfe

### Trama
Durante una caccia al tesoro matematica, Harlan Emple si imbatte in un cadavere. Sospettato del delitto, chiede aiuto a Holmes. Ben presto anche un altro partecipante viene ritrovato morto. Dopo aver letto il fascicolo relativo a Kitty, Watson cerca di creare un contatto con la ragazza invitandola a collaborare alla risoluzione di un caso.
- Ascolti USA: 6 530 000 telespettatori[6]
- Ascolti Italia: 1 530 000 telespettatori – share 5,82%[7]

## Bella
- Titolo originale: Bella
- Diretto da: Guy Ferland
- Scritto da: Craig Sweeny

### Trama
Sherlock viene contattato da un informatico il cui programma di intelligenza artificiale è stato copiato. Inizialmente poco interessato, Holmes accetta il caso quando viene a sapere che Bella, questo il nome dell'IA, avrebbe formulato richieste ben superiori alle proprie capacità. Durante le indagini, Andrew, il fidanzato di Watson, entra in contatto con un collaboratore danese di Sherlock, che gli propone un lavoro a Copenaghen.
- Ascolti USA: 6 490 000 telespettatori[8]
- Ascolti Italia: 1 715 000 telespettatori – share 6,59%[9]

## Imbroglio
- Titolo originale: Rip Off
- Diretto da: John Polson
- Scritto da: Jason Tracey

### Trama
Mentre Joan è in Danimarca con Andrew, Sherlock e Kitty vengono chiamati per il rinvenimento di una mano a un angolo di Sutton Square a Manhattan. Osservando l'ambiente, Holmes intuisce che il resto del corpo si trova incastrato sotto ad una vettura rimossa per divieto di sosta e trasferita presso il deposito della polizia. Un capo del vestiario della vittima denuncia la sua fede ebraica e in una sinagoga il fratello rabbino lo riconosce. Il morto lavorava nel ramo delle spedizioni e nella cassaforte del suo ufficio viene trovata un'agenda scritta in codice. Il particolare tessuto con cui è rivestito lo scomparto e il rinvenimento di una valigetta con attaccate un paio di manette fanno pensare che l'uomo gestisse un traffico illecito di diamanti.
Dopo aver trovato in un portatile una copia del libro scritto da Joan sul loro lavoro, Sherlock non si fida più dei propri collaboratori e fa firmare a Kitty un accordo di non divulgazione. Intanto il capitano Gregson è stato denunciato per aver aggredito un collega della figlia Hannah, colpevole di aver alzato le mani su di lei. La giovane, anche lei in polizia, pretende che il padre si scusi per mantenere ufficiosa la faccenda e non compromettere la propria carriera.
- Ascolti USA: 6 110 000 telespettatori[10]
- Ascolti Italia: 1 576 000 telespettatori – share 5,76%[11]

## Terra pericolosa
- Titolo originale: Terra Pericolosa
- Diretto da: Aaron Lipstadt
- Scritto da: Bob Goodman e Jeffrey Paul King (soggetto); Bob Goodman (sceneggiatura)

### Trama
In una biblioteca una guardia è stata uccisa e alcune antiche mappe cartografiche sono state rubate. Capito che una sola era quella che interessava all'assassino, Sherlock inizia le indagini ipotizzando che un collezionista sia interessato a riassemblare l'albo di cui originariamente faceva parte. Ben presto il ladro viene trovato morto assieme alla mappa trafugata, che risulta essere un falso.
Joan nota che Kitty viene incaricata di molte commissioni di poca importanza, che le lasciano poco tempo per fare nuove amicizie.
- Ascolti USA: 6 590 000 telespettatori[12]
- Ascolti Italia: 1 789 000 telespettatori – share 6,77%[13]

## Omicidi alla noce moscata
- Titolo originale: The Adventure of the Nutmeg Concoction
- Diretto da: Christine Moore
- Scritto da: Peter Ocko

### Trama
Kim Holder ingaggia Joan per indagare sulla scomparsa della sorella Jessica avvenuta cinque anni prima. L'unico indizio utile - un aroma di noce moscata - porta Holmes, Watson e Kitty ad un profiler dell'FBI, Blake Tanner, convinto che il rapitore sia il medesimo di altri cinque casi di sparizioni, caratterizzati dallo stesso odore.
Joan viene contattata da un suo ex, vittima di un furto di identità.
- Ascolti USA: 7 630 000 telespettatori[14]
- Ascolti Italia: 1 792 000 telespettatori – share 7%[15]

## Fine turno
- Titolo originale: End of Watch
- Diretto da: Ron Fortunato
- Scritto da: Robert Hewitt Wolfe

### Trama
Viene ritrovato sulla strada il corpo di un poliziotto assassinato. Dalle indagini emerge che egli era un drogato ed aveva venduto una serie di armi del deposito ad un grosso trafficante con un occhio di vetro, poco dopo viene commesso l'omicidio di un altro poliziotto, si scopre che i due delitti erano collegati, l'assassino per indurre il dipartimento a svuotarsi, causa funerali d'onore, voleva derubare l'intero deposito di armi indisturbato. Grazie all'acume e alla tempestività riescono a catturarlo prima che esporti i pezzi d'artiglieria tramite una nave di carico.
- Ascolti USA: 7 570 000 telespettatori[16]
- Ascolti Italia: 1 942 000 telespettatori – share 7,50%[17]

## Vita eterna
- Titolo originale: The Eternity Injection
- Diretto da: Larry Teng
- Scritto da: Craig Sweeny

### Trama
Un'infermiera, ex collega e amica di Joan, è scomparsa e Sherlock assume il caso anche per eludere la partecipazione agli incontri del gruppo di ascolto con Alfredo.
- Guest star: Ophelia Lovibond (Kitty), Lawrence Gilliard Jr. (Dwyer Kirk), Ato Essandoh (Alfredo), Jordan Gelber (dottor Hawes), Dakin Matthews (James Connaughton), Luke Robertson (Louis Carlisle), Robert Capron (Mason), Julienne Hanzelka Kim (Shauna Milius), Andrea Syglowski (Sarah Jacoby).
- Ascolti USA: 8 600 000 telespettatori – share (18-49 anni) 5%[18]
- Ascolti Italia: 1 934 000 telespettatori – share 7,68%[19]

## L'erba del vicino
- Titolo originale: Seed Money
- Diretto da: John Polson
- Scritto da: Brian Rodenbeck

### Trama
Mentre Kitty è impegnata a cercare una ragazza scomparsa, Sherlock e Joan vengono contattati per il decesso di due anziani coniugi. Holmes si rende conto che la loro morte è stata un danno collaterale nell'omicidio di un brillante bioingegnere che viveva nello stesso stabile. Le modalità del delitto fanno pensare al coinvolgimento di un cartello della droga e su queste basi viene trovata una struttura nella quale la vittima coltivava piante di canapa indiana. Tra di esse spicca però un'orchidea di grande valore, ultima rappresentante della sua specie.
- Ascolti USA: 8 090 000 telespettatori[20]
- Ascolti Italia: 1 791 000 telespettatori – share 7%[21]

## L'illustre cliente (1)
- Titolo originale: The Illustrious Client
- Diretto da: Guy Ferland
- Scritto da: Jason Tracey

### Trama
Nel corso del suo primo giorno di lavoro alla compagnia assicurativa Joan viene richiamata urgentemente da Sherlock: sul cadavere di una donna sono stati notati gli stessi segni di tortura che Kitty porta sul proprio corpo. In un locale dove la vittima è stata vista l'ultima volta viene trovato un telefono usa e getta, sul quale vengono rilevate le impronte di un pregiudicato, gestore di un bordello per conto della mafia albanese.
- Ascolti USA: 8 280 000 telespettatori[22]
- Ascolti Italia: 1 930 000 telespettatori – share 8,01%[23]

## L'illustre cliente (2)
- Titolo originale: The One That Got Away
- Diretto da: Seith Mann
- Scritto da: Robert Doherty

### Trama
Kitty riconosce nel nuovo capo di Joan la voce del suo aggressore. Gruner, che ha ascoltato i ragionamenti degli investigatori attraverso il telefono aziendale fornito alla sua dipendente, la licenzia non appena viene scoperto, al fine di far sembrare le accuse dei tre come una vendetta per la perdita del lavoro. Non potendo ricollegarlo alle vittime più recenti, Holmes e Watson cercano tra i casi irrisolti quelli più affini al modus operandi del serial killer. Ma poco prima che possano interrogarlo Kitty lo ha già rapito, decide però di non ucciderlo.
Alla fine Kitty se ne va, dopo aver detto a Sherlock di volergli bene e averlo ringraziato per averla "salvata". Nel finale si scopre che a Londra, mesi prima, Kitty salvò a sua volta Sherlock da una ricaduta, impegnando il suo tempo e diventando la sua nuova pupilla.
- Ascolti USA: 7 690 000 telespettatori[24]
- Ascolti Italia: 1 851 000 telespettatori – share 7,35%[25]

## Cicuta
- Titolo originale: Hemlock
- Diretto da: Christine Moore
- Scritto da: Arika Lisanne Mittman

### Trama
Dopo l'abbandono di Kitty, uno Sherlock solo e annoiato accetta il primo caso che gli capita, la sparizione di un uomo. Nel frattempo, il fidanzato di Joan, Andrew, viene avvelenato.
- Guest star: Raza Jaffrey (Andrew Paek), Amy Hargreaves (Jill Horowitz, moglie dello scomparso), Grace Rex (Ashley Medina, segretaria), Jayne Houdyshell (Carla), Brian George (Santhosh Paek, padre di Andrew), Jacinto Taras Riddick (Eduardo Peña).
- Ascolti USA: 7 870 000 telespettatori – share (18-49 anni) 5%[26]
- Ascolti Italia: 1 392 000 telespettatori – share 5,63%[27]

## L'esemplare femmina
- Titolo originale: The Female of the Species
- Diretto da: Lucy Liu
- Scritto da: Jeffrey Paul King

### Trama
Joan è chiusa in casa sotto scorta dall'avvelenamento di Andrew e non riesce a darsi pace, ma una vecchia conoscenza vendicherà la sua morte.
Holmes accetta un caso di rapimento di due zebre da uno zoo e si fa aiutare dal Detective Bell a risolverlo.
- Guest star: Chandler Williams (Vernon Joseph, responsabile dello zoo), Louis Cancelmi (Ben Reynolds, addetto dello zoo), Brian George (Santhosh Mittal, padre di Andrew) e Gina Gershon (Elana March).
- Ascolti USA: 7 910 000 telespettatori – share (18-49 anni) 5%[28]
- Ascolti Italia: 1 471 000 telespettatori – share 6,23%[29]

## Il prezzo della vita
- Titolo originale: When Your Number's Up
- Diretto da: Jerry Levine
- Scritto da: Bob Goodman

### Trama
Un assassino uccide i parenti delle vittime di un volo precipitato tempo prima, lasciando sui cadaveri le somme in danaro corrispondenti ai risarcimenti previsti dalla compagnia aerea. Nel frattempo Watson fa ritorno a casa di Holmes, sicura che si tratti della soluzione migliore per la loro attività investigativa.
- Guest star: Alicia Witt (Dana Powell), Maria Dizzia (Penny, sorella di Dana), Michael Cumpsty (Arlen Schrader, avvocato), Jason Pendergraft (Freddy Duncan), Anastasia Barzee (Erin Chatworth, avvocato ed ex amante di Arlen), Peter Jay Fernandez (Samuel Cardenas, assicuratore), Julia Murney (Gayle Wolper).
- Ascolti USA: 8 210 000 telespettatori – share (18-49 anni) 5%[30]
- Ascolti Italia: 1 416 000 telespettatori – share 5,93%[31]

## Amnesia
- Titolo originale: For All You Know
- Diretto da: Guy Ferland
- Scritto da: Peter Ocko

### Trama
Sherlock viene accusato dell'omicidio di una donna, avvenuto nel 2011 durante il suo periodo di tossicodipendenza, perché sulla scena del delitto è stato ritrovato un biglietto da lui scritto. Sherlock non si ricorda nulla di quel periodo.
- Guest star: Michael Weston (Oscar Rankin), Gary Wilmes (Robert Barclay), Richard Brooks (Detective Demps), Aaron Serotsky (Detective McShane), Felix Solis (Prentice Gutierrez, fratello della vittima), Lauren Vélez (Claudia Sandoval, sorella della vittima).
- Ascolti USA: 7 670 000 telespettatori – share (18-49 anni) 4%[32]
- Ascolti Italia: 1 553 000 telespettatori – share 6,48%[33]

## Criogenesi
- Titolo originale: T-Bone and the Iceman
- Diretto da: Michael Slovis
- Scritto da: Jason Tracey

### Trama
A seguito di un violento scontro notturno tra un'automobile ed un furgone, che si rivela trasportare illegalmente cadaveri ibernati e bombole rubate di gas R22 (un gas refrigerante dannoso per l'ambiente in via di definitiva proibizione dall'EPA, la cui difficile reperibilità ha provocato la nascita di un lucroso mercato nero) avviene il delitto di una giovane donna, dopo che con sconcerto aveva visto ciò che si trovava nel retro del furgone, fumante per le bombole danneggiate che perdendo il loro contenuto gassoso causano anche la mummificazione parziale del cadavere della donna.
Le prime indagini portano Holmes e Watson a svelare le pratiche truffaldine della CryoNYC, una compagnia che promette di occuparsi di crioconservazione post mortem dei corpi per la preservazione della loro integrità cellulare finché non sarà trovata una futura nanotecnologia che potrà riportarli in vita. Scoprono inoltre che tra i cadaveri ibernati ve n'è uno che è stato sottratto, apparteneva al dottor Sullivan, uno psicologo morto qualche mese prima per strangolamento e il cui delitto viene attribuito ad un fantomatico uomo con una cicatrice sopra l’occhio e un cappello da cowboy, descritto da Vance Ford, un testimone malato terminale di leucemia mieloide acuta. L'identikit ricorda un viso conosciuto anche alla stessa Joan. Il successivo omicidio, sempre per strangolamento, di Ford, che si svelerà essere un parente di Sullivan, porterà l'indagine a scoprire gli autori e i moventi dei tre delitti, oltre che l'identità dell'uomo raffigurato nell'identikit (ovvero il personaggio Torgo interpretato dall'attore John Reynolds nel cult movie horror Manos: The Hands of Fate).
Nel frattempo Watson è suo malgrado coinvolta in una questione familiare dall'anziana madre, che si crede certa di aver scoperto il proprio figlio, fratello di Joan e fresco di matrimonio, baciare un'altra donna e vorrebbe che la figlia lo facesse rinsavire. Nonostante la riluttanza di Sherlock ad assecondare Watson nel suo voler adempiere ai doveri filiali, dicendole di trovare i legami parentali un insopportabile ostacolo all'individuo, questi la aiuterà a intuire che forse quello che la madre dice di aver visto non è mai accaduto, ma potrebbe essere dovuto a qualche problema di memoria, segnale di un principio di malattia neurologica.
- Guest star: Freda Foh Shen (Mary Watson), Mark Margolis (Abraham Misraki), Patrick Breen (Vance Ford), Jordan Gelber (M.E. Hawes), Tom Costello (Terrence Resnick), Michael McCormick (Gary Weissman).
- Ascolti USA: 7 580 000 telespettatori[34]
- Ascolti Italia: 1 238 000 telespettatori – share 5,91%[35]

## Onniscienza
- Titolo originale: The View From Olympus
- Diretto da: Seith Mann
- Scritto da: Jordan Rosenberg e Bob Goodman

### Trama
L'autista di un noto servizio di drive sharing viene tamponato e ucciso da un taxi, sembra un caso di rabbia al volante, ma sotto pare esserci altro. Intanto Sherlock riceve una curiosa richiesta.
- Ascolti USA: 7 480 000 telespettatori[36]
- Ascolti Italia: 1 596 000 telespettatori – share 7,56%[37]

## Amicizia
- Titolo originale: One Watson, One Holmes
- Diretto da: John Polson
- Scritto da: Robert Hewitt Wolfe

### Trama
Watson si occupa di un caso di bullismo online. Holmes viene contattato da un membro di Everyone per risolvere qualche conflitto all'interno del gruppo, ma uno di questi viene ucciso e la faccenda si complica.
- Ascolti USA: 7 030 000 telespettatori[38]
- Ascolti Italia: 1 337 000 telespettatori – share 6,07%[39]

## Un'azione tempestiva
- Titolo originale: A Stitch in Time
- Diretto da: Ron Fortunato
- Scritto da: Peter Ocko

### Trama
Sherlock e Joan indagano sulla morte di uno scettico di professione e si imbattono in quella che sembra essere una pericolosa minaccia per la sicurezza nazionale. Intanto Joan aiuta anche Hannah, la figlia del capitano Gregson, a risolvere un caso.
- Ascolti USA: 7 560 000 telespettatori[40]
- Ascolti Italia: 1 640 000 telespettatori – share 6,82%[41]

## Sottopelle
- Titolo originale: Under My Skin
- Diretto da: Aaron Lipstadt
- Scritto da: Jeffrey Paul King

### Trama
Holmes e Watson, cercando di risolvere il caso di omicidio di due paramedici, scoprono l'esistenza di trafficanti che sfruttano civili ignari come tramite per trasportare la droga.
- Ascolti USA: 7 730 000 telespettatori[42]
- Ascolti Italia: 1 512 000 telespettatori – share 6,17%[43]

## Interessi privati
- Titolo originale: The Best Way Out Is Always Through
- Diretto da: Michael Slovis
- Scritto da: Arika Lisanne Mittman

### Trama
In seguito all'uccisione di un giudice, i sospetti inizialmente cadono su una detenuta evasa, ma la verità sarà più complessa.
- Ascolti USA: 7 030 000 telespettatori[44]

## Latitante
- Titolo originale: Absconded
- Diretto da: Guy Ferland
- Scritto da: Jason Tracey

### Trama
Mentre Watson e Holmes indagano sulla morte di un apicoltore e di milioni di api dell'area di New York, vengono a conoscenza del rapimento di un emiro.
- Ascolti USA: 6 920 000 telespettatori[45]

## Verso l'abisso
- Titolo originale: A Controlled Descent
- Diretto da: John Polson
- Scritto da: Robert Doherty

### Trama
Oscar, ex spacciatore di Sherlock, torna nuovamente nella vita del detective: rapisce Alfredo e, in cambio del suo rilascio, gli chiede di trovare sua sorella, scomparsa da due giorni. Alla ricerca partecipano anche Joan, il detective Bell e il capitano Gregson.
- Ascolti USA: 6 960 000 telespettatori[46]
- Ascolti Italia: 1 273 000 telespettatori – share 5,34%[47]